# Unhošť (zámek)
Unhošť (též Feldekovský zámeček) je zámek ve stejnojmenném městě v okrese Kladno. Stojí v hospodářském areálu mezi Hájeckou ulicí a ulicí U Jezírka. Od roku 1967 je chráněn jako kulturní památka.

## Historie
Panské sídlo v Unhošti nechal na konci sedmnáctého století postavit tyrolský šlechtic Augustin Ferdinand Fellner z Feldeggu na místě tří bývalých šosovních domů, které vyhořely roku 1685. Roku 1802 zámek koupil Josef Bubeníček z Odoleny Vody a jeho potomkům patřil až do roku 1881, kdy jej syn Jana Bubeníčka prodal Jindřichu Karpelesovi. Po Bubeníčcích se ve vlastnictví zámku vystřídala řada dalších majitelů. V roce 1950 byl zámek zestátněn a stal se majetkem jednotného zemědělského družstva.

## Stavební podoba
Pozdně barokní jednopatrový zámek má obdélníkový půdorys a mansardovou střechu. Průčelí se sedmi okenními osami je zdůrazněné plochým středovým rizalitem. Fasády jsou zdobené rustikovými pásy v nárožích a pilastry po stranách vchodu a přízemních oken. Nad vchodem se nachází segmentem proložená římsa a okna v prvním patře mají zdobné parapety a suprafenestry se stříškovou nebo segmentovou římsou. Podoba interiéru s plochými stropy je dána novodobými úpravami. Z původní výbavy se dochoval rokokový krb a empírová válcová kachlová kamna.